# Апистограмма Рамиреса
Апистограмма Рамиреса (Mikrogeophagus ramirezi) — пресноводная рыба из семейства цихлид.

## Происхождение названия
Описание этого вида было опубликовано доктором Джорджем Майерсом (Dr. George Sprague Myers) и Гарри (R. R. Harry) в 1948 году в филадельфийском журнале «Аквариум» (The Aquarium), рыбка была описана как Apistogramma ramirezi. Вид назвали в честь Мануэля Винсента Рамиреса (Manuel Vicente Ramirez), раннего собирателя и импортера видов для аквариумной торговли.
В последующие годы, после неоднократных ревизий, вид был перенесён в различные роды, в том числе: Microgeophagus, Papiliochromis, Pseudoapistogramma и Pseudogeophagus. В итоге на сегодняшний день принято относить вид к роду Microgeophagus. Тем не менее, в среде аквариумистов наиболее часто используется название «Апистограмма-бабочка» или «Апистограмма Рамиреса».

## Характеристика
Одна из наиболее распространённых в аквариумистике мелких цихлид, длина тела до 5-7 см. В природе обитает в водоемах Венесуэлы, Колумбии и Боливии (Южная Америка).
Общая окраска голубая с фиолетовым оттенком, рот и лоб красные. Со спины тянутся несколько рядов темных пятен, которые переходят в неполные поперечные полосы. Большое треугольное пятно ограничивает глаз. Во время икрометания рыбы, особенно самцы, интенсивно сине-фиолетового цвета. Цвет брюшка — у самца оранжевый, у самки малиновый. Первые лучи спинного плавника самца окрашены в чёрный цвет и вытянуты, второй и третий лучи спинного плавника у самца обычно длиннее, чем у самки. У самок чёрное пятно на боку обрамлено блестками. Самцы крупнее самок. Существует альбиносная форма и несколько вариантов окраски.

## Содержание и разведение
Существуют рекомендации по которым можно содержать этих цихлид в небольших аквариумах — 20-30 л на пару. При этом в подробной статье по содержанию этой рыбки (журнал «Аквариум» № 4-5, 2003) рекомендуется содержание многих пар в одном аквариуме, соответственно возрастают требования к объёму.
Оптимальная температура воды 22-26 градусов. Плохо переносят загрязнение воды продуктами распада органических соединений (как и все цихлиды), требовательны к кислородному режиму. Не повреждают растения и не роют грунт.
Миролюбивые (по сравнению со многими другими цихлидами) рыбы. В период образования пар между молодыми рыбами происходят драки за территорию, носящие символический характер.
Половозрелости рыбы достигают в 4-5 (по другим данным к 12) месяцев. Стимулируют нерест повышение температуры воды и более интенсивные её подмены. Тем не менее, основным фактором, обуславливающим нерест у цихлид является удачный подбор пар.
Кладка, может насчитывать от 70 до 400 овальных икринок. Оба родителя ухаживают за икрой и мальками, но по сравнению с другими цихлидами (по крайней мере в условиях аквариума) родительские инстинкты развиты слабее (особенно у самок). В общем аквариуме кладка и личинки, как правило, уничтожается родителями.
Мальки вылупляются через 2 — 5 дней и в возрасте 8 — 10 дней начинают питаться.
Близкий, но менее распространённый вид в аквариумистке — боливийская бабочка.